# EZ Aquarii
EZ Aquarii là một hệ sao ba sao khoảng 11,3 ly (3,5 pc) từ Mặt Trời trong chòm sao Bảo Bình. Nó còn được gọi là Luyten 789-6 và Gliese 866 và cả ba thành phần đều là sao lùn đỏ kiểu M. Cặp EZ Aquarii AC tạo thành một hệ nhị phân phổ với quỹ đạo 3,8 ngày và phân tách 0,03 AU. Cặp này chia sẻ quỹ đạo với EZ Aquarii B có thời gian 823 ngày. Các thành phần A và B của Luyten 789-6 cùng phát ra tia X.
Cấu hình của cặp nhị phân bên trong có thể cho phép một hành tinh nhị phân tròn quay quanh khu vực có thể sống được của chúng. EZ Aquarii đang tiếp cận hệ Mặt Trời và, trong khoảng 32.300 năm, sẽ ở khoảng cách tối thiểu khoảng 8,2 ly (2,5 pc) từ Mặt Trời. Mô phỏng ChView cho thấy hiện tại ngôi sao láng giềng gần nhất của nó là Lacaille 9352 với khoảng 4,1 ly (1,3 pc) từ EZ Aquarii.

## Liên kết ngoài

Hệ thống sao EZ Aquarii. Credit: SpaceEngine/Bob Trembley